# 災害派遣

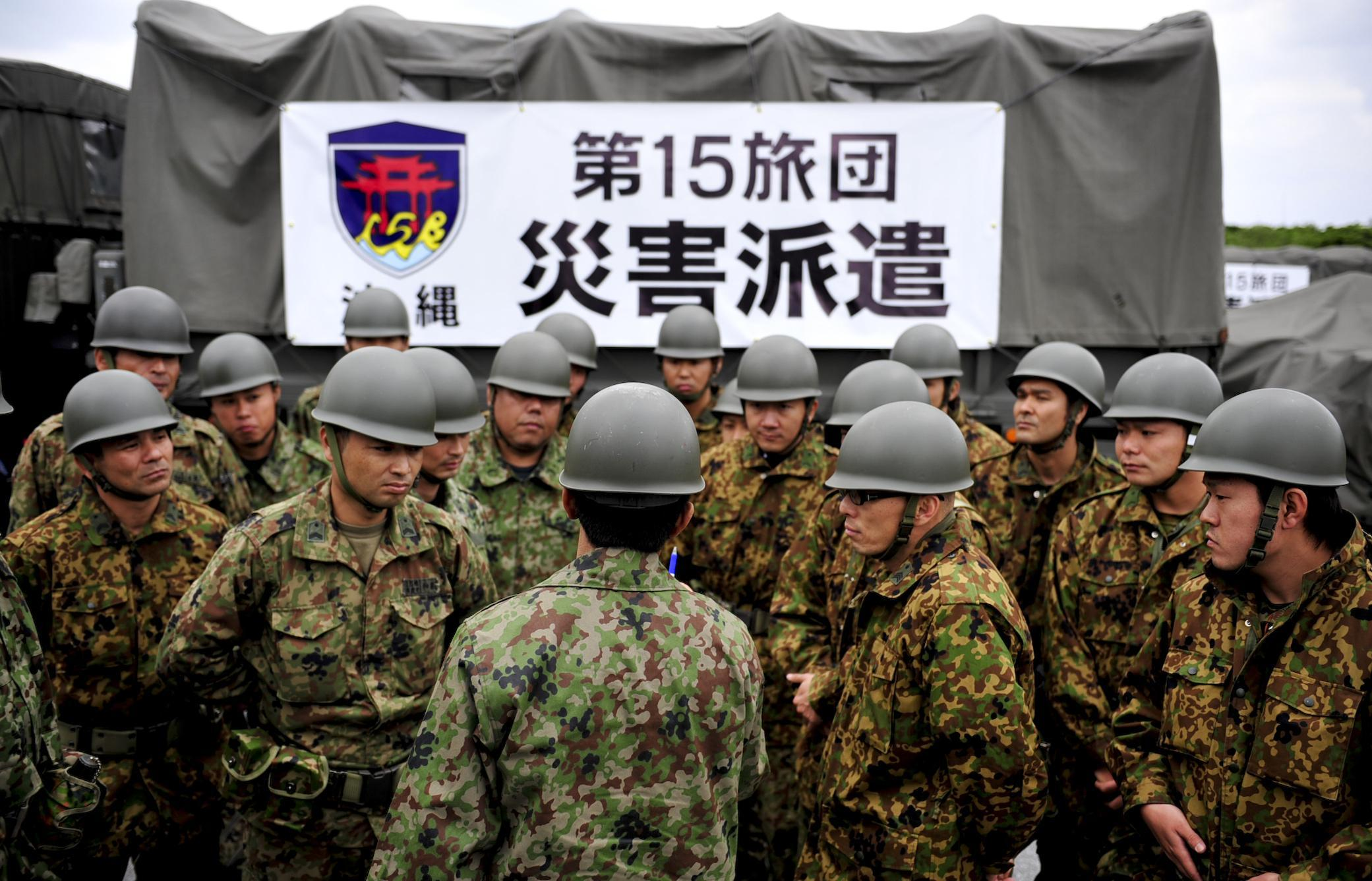
災害派遣で東北に出動するため嘉手納基地で上官の指示を受ける第15旅団団員達

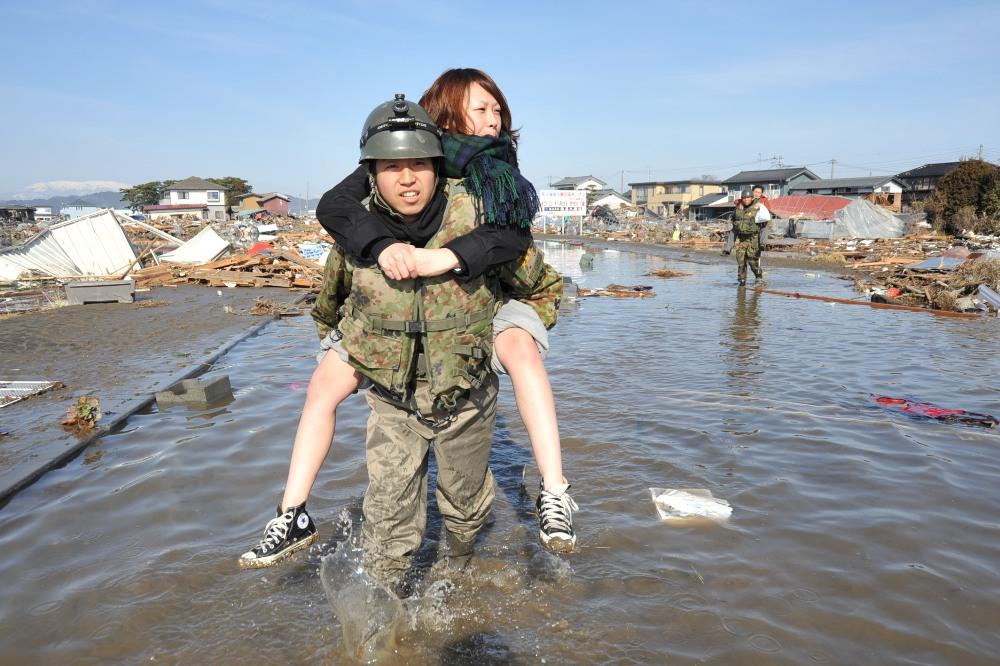
壊滅・水没した被災地で被災者を背負って移動する陸上自衛官達。東日本大震災時の亘理町で活動する第10師団

災害派遣（さいがいはけん）とは、地震、水害その他の自然災害、人命又は財産の保護のため必要がある災害や事故などの発生に際し、地方公共団体、消防、警察などの能力だけでは対処しきれない事態において陸海空自衛隊の部隊を派遣し、救助活動・予防活動などの救援活動を行うことである。自衛隊において、防衛出動および治安出動に並ぶ重要な任務のひとつとされる。「災派（さいは）」と略称されることもある。

## 概要
災害派遣は自衛隊法83条に定められている自衛隊の行動であり、災害などにより当該地域や地方公共団体の保有する防災・災害救助の能力では十分な対応が出来ない時に行なわれる。
自衛隊の主任務は自衛隊法3条第1項に規定されている「外国の侵略からの国土防衛」であり、災害派遣は同法3条2項の主たる任務に支障ない範囲で行われる、本来任務の中の“従たる”任務にあたる。災害派遣を実施するにあたっては、緊急性、非代替性、公共性の三要件を考慮するものとなっている。
災害救助という緊急を要する場面が想定される活動であるため、その場に警察官がいない場合に限り、警察官職務執行法が準用され、私有地への立ち入りや建築物・車両などの除去など私権を合理的な範囲で制限する権限が認められている。
2021年までに海上警備行動が3回のみであり、防衛出動および治安出動は1回も実施されていないのに対し、災害派遣は32,000回以上の出動実績がある。
帝国陸軍では、師団司令部條例第6条において府県令および後の知事の要請により師団長の命令で出動することが可能とされていた。また、戦後と異なり要請が無くても師団長の判断で出動させることが可能であった。

## 活動内容
| 新潟県中越地震 · 新潟県中越地震 |
| 新潟県中越地震の際の災害派遣    |

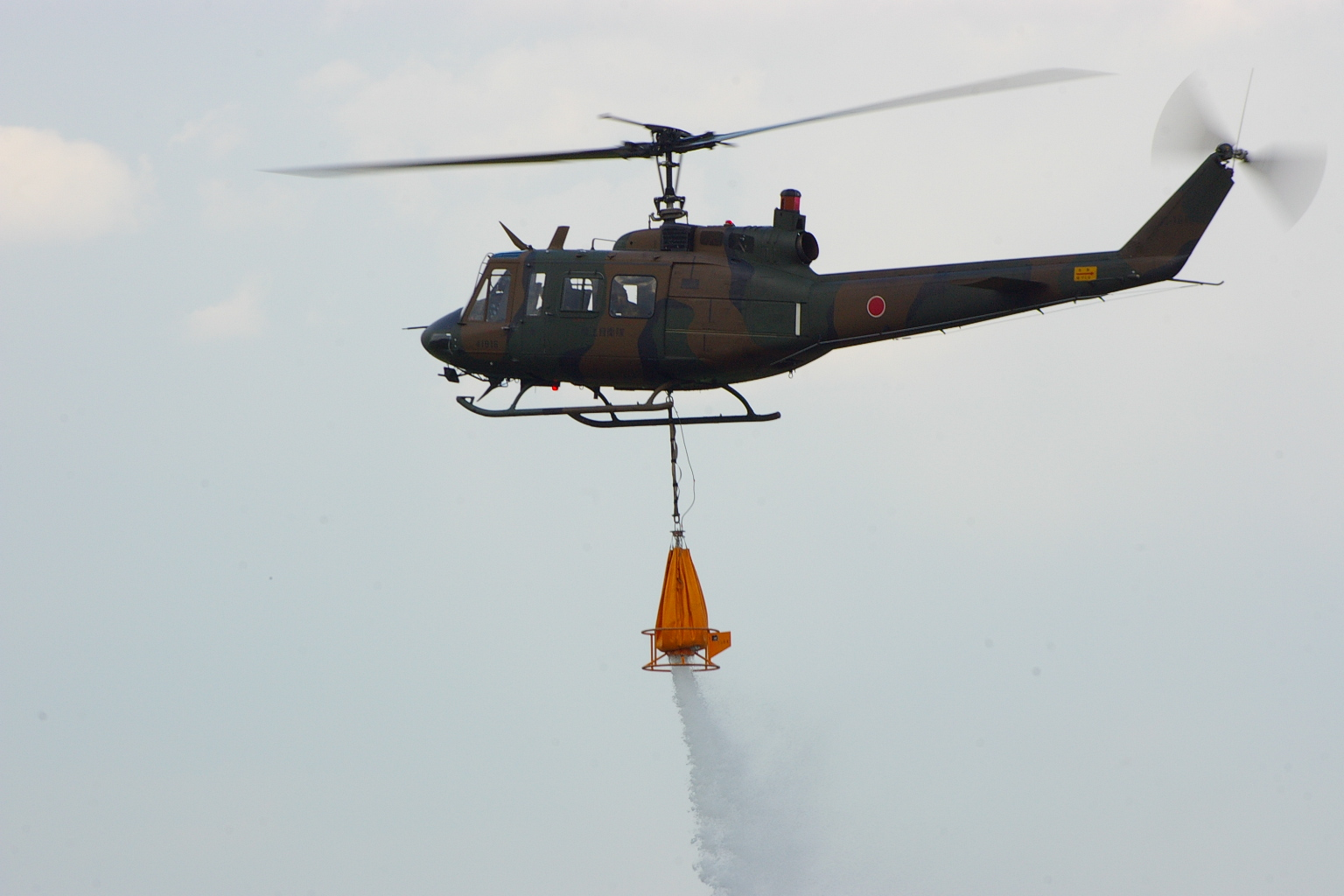
空中消火訓練

自衛隊が備える人員や装備を用いて幅広い活動を行う。
特に災害の初期においては、航空機や車両を活用した早期展開などによる人命救助活動を行う。
このために、航空機や初動要員の24時間待機などの体制が整えられている。
地震などの大規模災害では、以下のような救助活動を行う。
- 行方不明者の捜索
- 建物など構造物から自力で脱出できない被災者の救出（出動した時点で特別救助隊などだけでは到底手が足りない状況になっていることが明白な場合。災害現場での捜索救助は消防の専門であり自衛隊の専門ではないため）
- 負傷者の治療（診療所や病院、個々の医師達だけでは手に負えない状況）
- 遺体の収容・搬送
- 堤防や道路の応急復旧
- 支障物の撤去
- 人員・物資の輸送
- 空中消火

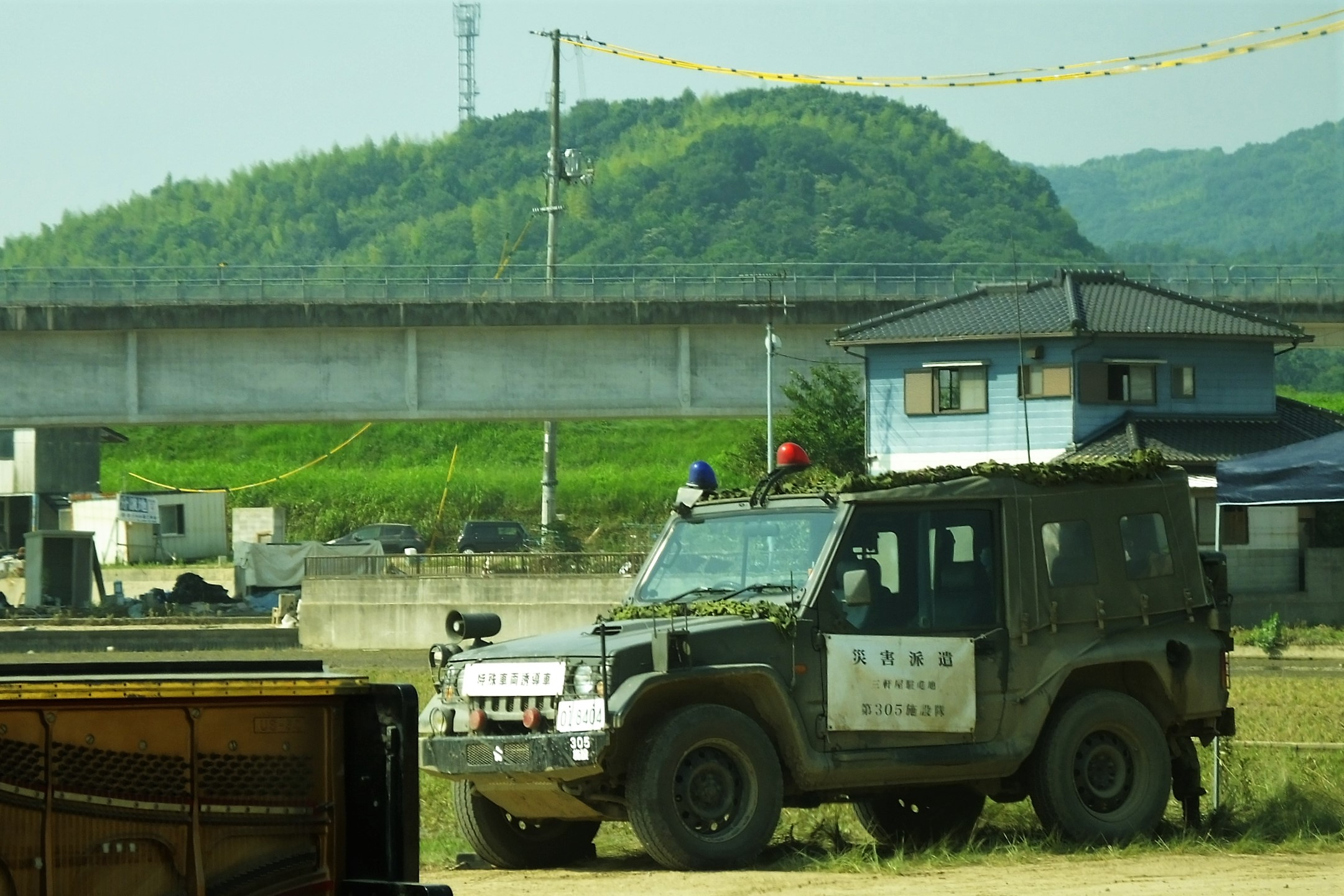
平成30年7月豪雨被災地（岡山県倉敷市真備地区）

また、災害の内容により、以下のような様々な活動を行う。
- 入浴用仮設施設の開設
- 火山観測
- 災害観測や二次災害防止に必要な各種施設の早期復旧の支援
- 原子力発電所などでの原子力事故の未然防止措置および化学防護・施設封鎖・除染など
- 化学・生物テロなどでの、救助・治療、化学防護、施設封鎖、除染など
- 被災者を対象とした音楽隊による慰問演奏
- 害獣、害虫の捕獲・殺処分またはその支援（1965年の「夢の島焦土作戦」など）
- 家畜伝染病に感染した家畜（患畜）に対する必要な処置（殺処分など[注釈 1]）の実施
- 感染症の大流行により医療体制が逼迫した際に、衛生科の看護師を民間病院へ派遣[6]

災害派遣は戦闘を目的とした行動ではないため兵器として火器を携行・使用することは無いが、救援活動のため「特に必要がある場合」は最小限度必要とする火器及び弾薬を携行することができ（自衛隊の災害派遣に関する訓令第18条）、稀に非戦闘目的で火器を使用することがある。
1960年に発生した谷川岳宙吊り遺体収容事件では、遭難者がザイルで宙吊りになった状態で死亡し、遺体が収容困難な状態になったため、自衛隊の狙撃部隊がザイルを狙撃して切断し、遺体を落下させることで収容した。この際には小銃・カービン銃などの銃器と約1300発の銃弾を使用した。
1974年の第十雄洋丸事件では、火災を起こして漂流した第十雄洋丸を撃沈処分するため、護衛艦による5インチ砲射撃、対潜哨戒機による127ミリロケット弾、対潜爆弾投下、潜水艦による魚雷攻撃を行った。
1991年の雲仙普賢岳噴火による火砕流災害では、火砕流の夜間警戒のために大光量の投光器を備えた74式戦車の派遣が検討された。戦車が駐屯地で待機したが実際に使われることはなかった。
2011年に発生した福島第一原子力発電所事故では、放射線に汚染された瓦礫の撤去や通路啓開のために、放射線防護能力を備えた74式戦車2両が派遣された。74式戦車は排土板（ストレートドーザ）を装備しJヴィレッジで待機したが、原発周辺では地盤の関係で重量のある戦車が活動困難であることや、遠隔操作式の重機が投入されたため使われることはなかった。
旧防衛庁の机上研究及び旧中央即応集団のモーニングレポートによれば、仮にゴジラなどの巨大生物が襲来し自衛隊が対処する場合には、防衛出動ではなく災害派遣が適用される。相手は侵略者ではなく野生動物だからだが、害獣駆除としての災害派遣による火器使用は可能である。元防衛相の石破茂もこの考えを支持している。これらは政府の公式見解ではなく、防衛省が製作に協力した2016年製作の映画『シン・ゴジラ』では、超法規的に防衛出動を根拠とした出動との設定が採用された。また、防衛省設置法第4条第9項に定める教育訓練目的でも怪獣に火器使用が可能とする法的考察がされているが、関係法令からの適用除外等の観点からは防衛出動や治安出動で対処する方が、災害派遣や教育訓練より有利とも考察している。前述の石破茂も防衛相時代、クマ駆除に自衛隊の出動を提案され、出動根拠が災害派遣かも含めて法制上の根拠を検討したものの、銃器の管理などに法制上の難点があったと述べている。

## 災害派遣の様態

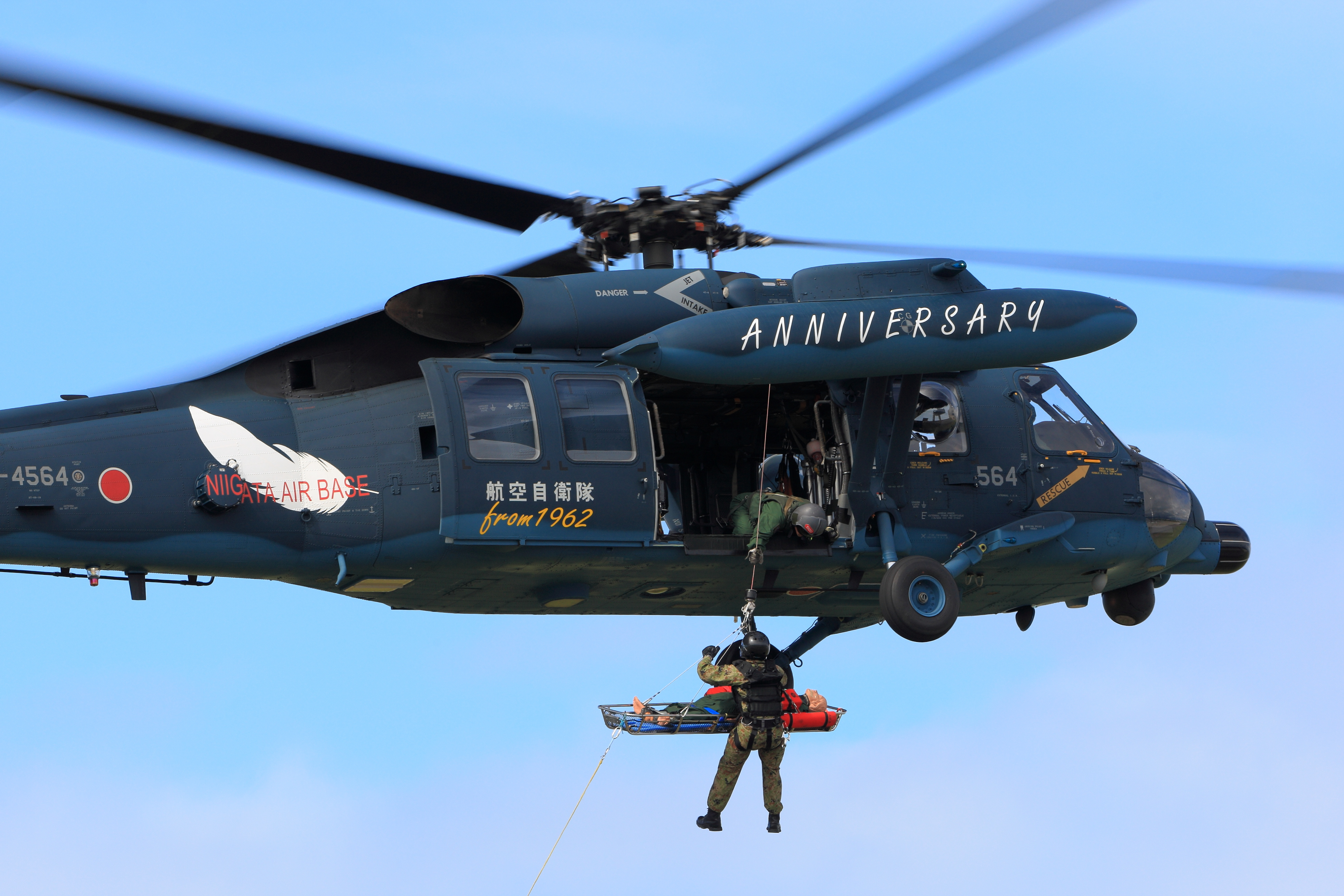
航空自衛隊救難隊の救助訓練

ひゅうが甲板上で負傷者の救出訓練を行う海自隊員

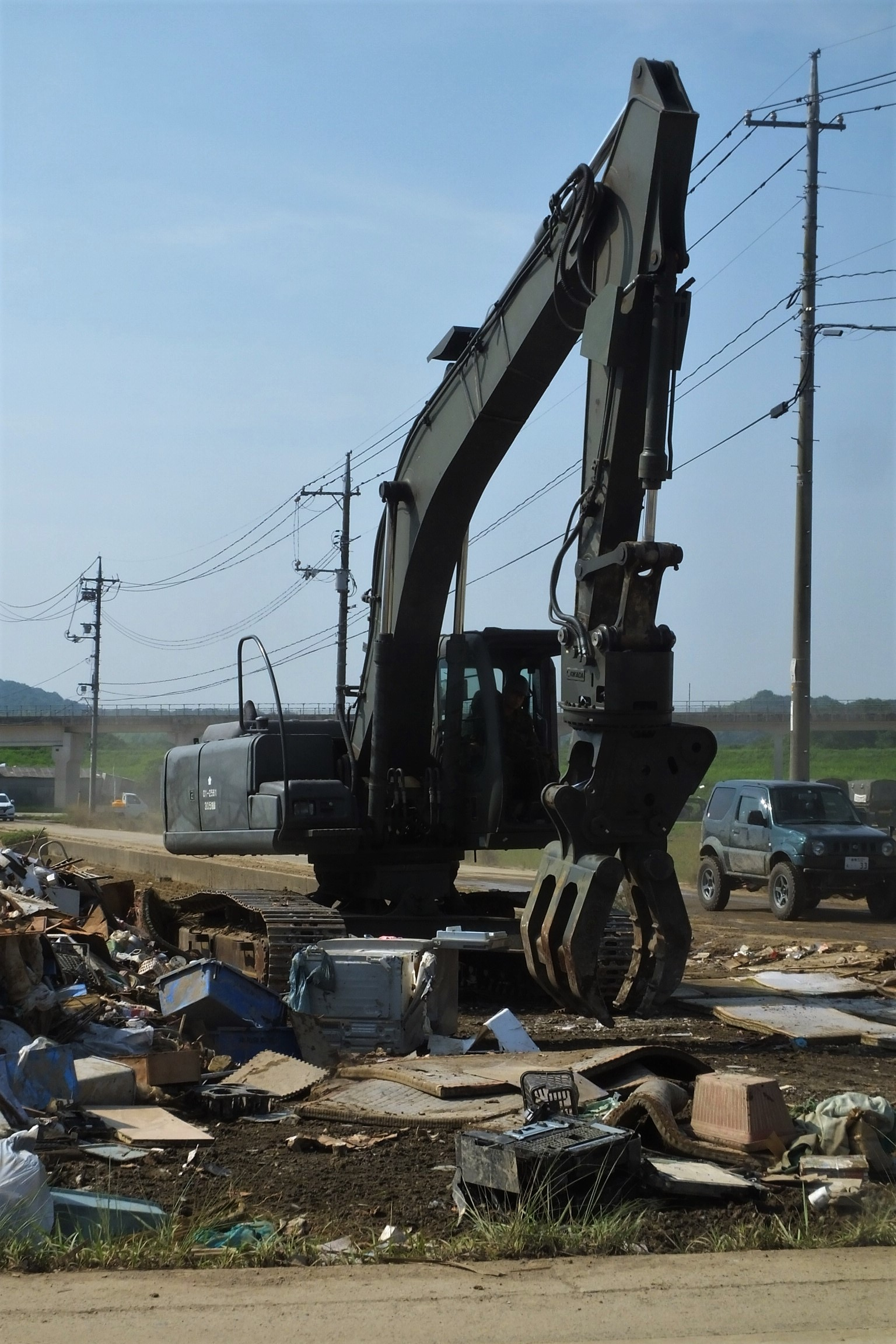
倉敷市真備地区で平成30年7月豪雨被害回復の任務にあたる自衛隊の油圧ショベル。

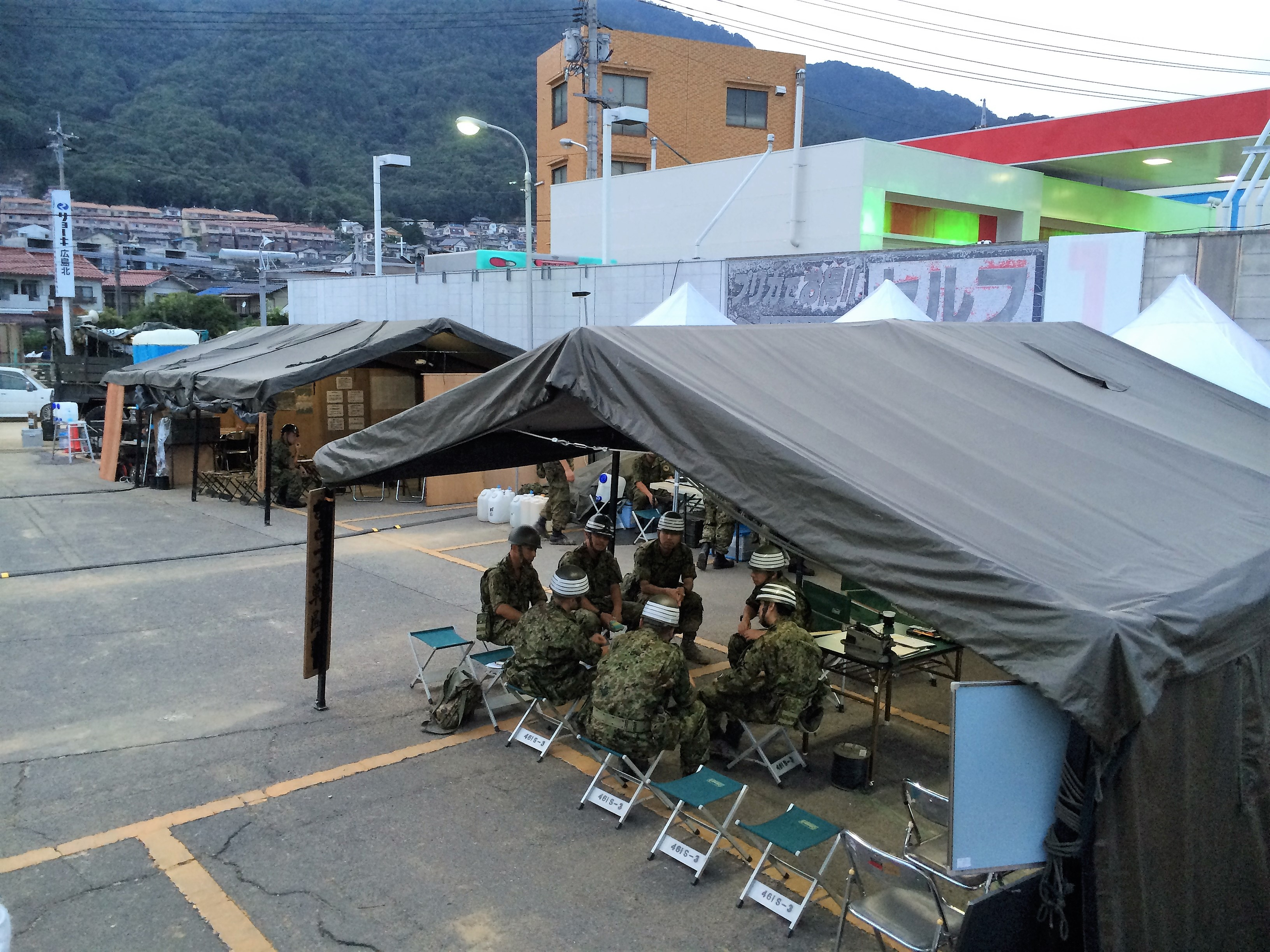
平成26年8月豪雨による広島市の土砂災害で駐車場を利用した野営生活中の陸自隊員

### 災害派遣の種類
通常の災害派遣（自衛隊法83条2項本文）
災害に対しては、まず自治体（消防・警察などを含む）や海上保安庁が対応する。これらの組織では十分な対応が困難な場合には、都道府県知事、海上保安庁長官や、管区海上保安本部長、空港事務所長からの要請に基づいて自衛隊の部隊等が派遣される。市町村長は自衛隊に直接災害派遣要請をすることはできないが、知事に災害派遣要請を求めることができるほか、緊急時は自衛隊に状況を通知し自衛隊が状況に応じて自主派遣できる。災害派遣の場合の行動命令の略号は「行災命」。
防衛大臣は特に大規模な震災で多人数の派遣が必要とみなした（防衛大臣による大規模震災の指定）場合に、「大規模震災災害派遣命令」を発し、部隊等を派遣する（自衛隊の災害派遣に関する訓令　第二条及び第十四条）。東日本大震災に際しては、3月11日18時に発令され、14日11時には東北方面総監を指揮官とする統合任務部隊による大規模震災災害派遣命令が発令された。
自主派遣（自衛隊法83条2項但し書き）
緊急に人命救助が必要な場合で都道府県知事などと連絡が取れない場合（通信の途絶や現地の混乱など）や災害発生時に関係機関への情報提供を行う場合など一定の要件を満たす場合は要請がなくても部隊が派遣されることがあり、このような場合は「自主派遣」と呼ばれる。自主派遣された場合でも、後日に都道府県知事などからの正式な要請文書を受け取る場合が多く、完全に「自主派遣」とされることはまれである。近年のテロ警戒活動において、警戒地域内または周辺で災害派遣の垂れ幕を付けた自衛隊車両が多数待機している場合がある。テロ攻撃という事態に対し迅速な政治判断ができない場合に備えて自主派遣でもって出動するためである。現在では被害状況の把握としてファスト・フォース（後述）が派遣要請前に情報を収集する際の根拠ともなっている。
自主派遣の例としては、2020年1月31日および同年3月18日、中国で発生した新型コロナウイルス(COVID-19)感染症の流行に伴い、感染拡大の防止が特に緊急を要し、「都道府県知事等の要請を待ついとまがない」と認められることから、「新型コロナウイルス感染症の感染拡大の影響により中国より帰国した邦人などの救援を目的として、河野太郎防衛大臣（当時）が自衛隊に対して自主派遣を命令・実施することを発表した。具体的には防衛省とPFI契約を行っているフェリー「はくおう」を一時停留場所として提供するほか、宿泊施設の提供を実施した。
他の例として2016年10月の鳥取県中部地震では災害派遣の要請が出される前に航空機が先行して被災地を調査している。また2010年横浜でのAPEC首脳会議ではテロ警戒として自主派遣の措置が取られたとされるが、要請があった事実は確認されていない。
近傍派遣（自衛隊法83条3項）
部隊や自衛隊の施設の近傍で災害が発生している場合に部隊などの長が部隊を派遣することがあり「近傍派遣」とよばれる。この活動は近所づきあいの範囲とされ都道府県知事等の要請は必要としない。1995年（平成7年）1月17日午前5時46分に発生した阪神・淡路大震災において、様々な不備により国・自治体レベルでの救助活動が遅れ、自治体首長からの自衛隊への災害派遣要請がなされず、各駐屯地の自衛隊が待機せざるを得なかった中、被災地に近い第36普通科連隊が近傍派遣を活用する事により、最初期（午前6時台）に出動することができた。
地震防災派遣（自衛隊法83条の2）
地震災害に関する警戒宣言が出された際に地震災害警戒本部長の要請により部隊などが派遣されるもので、1978年（昭和53年）の大規模地震対策特別措置法の制定に関連して追加された。この条文での派遣実績はない。地震防災派遣の場合の行動命令の略号は「行震命」。
原子力災害派遣（自衛隊法83条の3）
原子力緊急事態宣言が出された際、原子力災害対策本部長の要請により部隊等が派遣されるもので、東海村JCO臨界事故を受けて1999年（平成11年）に制定された原子力災害対策特別措置法に関連して追加された。2011年東北地方太平洋沖地震で発生した、福島第一原子力発電所事故対応のため、2011年3月11日、原子力災害対策特別措置法に基づく要請により派遣された。原子力災害派遣の場合の行動命令は「行原命」。2011年6月24日の閣議にて派遣手当が自衛隊イラク派遣手当を超える日額4万2千円と定められた
なお、有事における災害派遣の扱いは不透明であったが、2004年（平成16年）国民保護法の成立に伴い国民保護等派遣（自衛隊法77条の4）として分離された。また、冷戦終結後の1990年代以降は、国外へ医療・航空部隊などが派遣されているが、これは国際緊急援助隊の派遣に関する法律に規定されている「国際緊急援助隊」であり、別のものである。

### 通常の災害派遣を命ずることができる者
自衛隊法上その他の行動においては、内閣総理大臣や防衛大臣などの承認や命令が必要とされるなど非常に制限が多いが、災害派遣は、災害時の秩序維持において有用で、武器の使用については治安出動とは異なることから、都道府県知事のほか、海上保安庁長官、管区海上保安本部長または空港事務所長からの要請により、駐屯地司令など2佐クラスの自衛官でも命ずることができる非常に緩やかなものである。また、市町村長、警察署長その他これに準ずる官公署の長から災害派遣に関する依頼を受け、直ちに救援の措置をとる必要があると認める場合にも、部隊等を派遣することができる。
災害派遣を命ずることができる者は、防衛大臣のほか、政令の指定により、次の者がいる。
1. 陸上総隊司令官
2. 方面総監[注釈 7]
3. 師団長
4. 旅団長
5. 駐屯地司令の職にある部隊等の長[注釈 8]
6. 自衛艦隊司令官
7. 護衛艦隊司令官
8. 航空集団司令官
9. 護衛隊群司令
10. 航空群司令
11. 地方総監
12. 基地隊司令
13. 航空隊司令（航空群司令部、教育航空群司令部および地方総監部の所在地に所在する航空隊の長を除く。）
14. 教育航空集団司令官
15. 教育航空群司令
16. 練習艦隊司令官
17. 掃海隊群司令
18. 海上自衛隊補給本部長
19. 航空総隊司令官
20. 航空支援集団司令官
21. 航空教育集団司令官
22. 航空方面隊司令官
23. 基地司令の職にある部隊等の長（航空方面隊司令部の所在する基地の基地司令の職にある部隊等の長を除く。）

### 近傍災害派遣を命ずることができる者
近傍災害派遣を命ずることができる部隊等の長は、指定部隊などの長のほか、団、連隊、群、大隊、独立中隊およびこれらに準ずる部隊の長ならびに学校、分校、病院、補給処および補給処支処（出張所を含む。）の長である。
ただし、部隊等が駐屯地の近傍において教育・訓練などに従事している場合または演習場の廠舎もしくは野外に宿営している場合、その近傍に救援を要する火災、その他の災害が発生したときは、当該部隊などの指揮官（曹士でも可能とされている。）は、救援に当たることができる。

### 急患空輸
急患空輸は災害派遣の中でもっとも頻繁に実施される活動で、平成17年度は892件中609件と約2/3、例年においても総件数の2/3～3/4がこの種の活動に充てられている。その大半が五島列島、南西諸島から九州や沖縄本島、奄美大島など医療機関が整った地域への空輸である。
災害派遣は自衛隊法上「天災地変その他の災害に際して」行なわれるものとされているが、厳密には災害とみなしがたい通常の疾病での派遣も数多く行なわれている。
これは、災害派遣の実運用上は以下の3要件に照らして実施の判断が行われることによる。
1. 公共性 … 公共の秩序を維持するため、人命または財産を社会的に保護する必要があること
2. 緊急性 … さし迫った必要性があること
3. 非代替性 … 自衛隊の部隊が派遣される以外に他に適切な手段がないこと

急患はほとんどの場合「治療なしでは生命の危険が差し迫った状態」にあるため、公共性・緊急性の要件は自ずと満たされる。一方、非代替性については、例えば本土から1300km離れた小笠原諸島は急患輸送を担うべき東京消防庁の救急ヘリの航続距離を越えているばかりか、固定翼機が着陸可能な民用空港もない。このため、小笠原諸島の急患搬送は、US-2飛行艇を本土から直接差し向けるか、あるいは硫黄島航空基地を経由するか、いずれにしても自衛隊をもって他に替えることは不可能である。このような離島などの遠隔地における急患の輸送は、実施判断の3要件を満たすと解されるので、これに基づいて派遣が行われている。

### 災害派遣を命ぜられた自衛官の権限
災害派遣部隊の指揮官は警察官や消防吏員、海上保安官、自治体職員がその場にいない場合に限り、災害派遣活動を円滑に進めるため強制的に避難させたり、工作物を除去するなど警察官などの権限の一部を行使し、自治体職員が取るべき応急措置の一部を行うことが出来る。ただし、近傍派遣により派遣された場合は含まれない。
同一地域で救援活動に当たる各機関との関係は並列・対等であり、災害対策本部での調整を受けて役割を分担して行う。また、個々の現場では地域住民やボランティアと協同で活動を行うこともある。

### 災害派遣命令により自衛隊が行動できる地域
災害派遣に関する法令は「要請権者」および「災害派遣を命ずることができる者」に災害派遣に関する地域的な制限を加えていない。大規模な災害派遣のため全国各地より部隊が派遣される場合、命令が発せられた時点より部隊が「要請権者」の管轄地域外であっても災害派遣行動に移行するのはもちろんのこと、外国の領海内で災害派遣行動を行なった実例も存在する（「えひめ丸事故」におけるハワイ諸島周辺の米国領海内での活動）。

## 災害派遣と文民統制の関係
阪神・淡路大震災までの一時期、文民統制の原則から、都道府県知事等の要請がなければ絶対に災害派遣行動はできないという考え方が主流となっており（幹部自衛官による独断専行を容認することはクーデターに繋がるとする意見がある）、緊急を要する場合は訓練名目での派遣や近傍派遣の名目で行なわれたこともあったが、阪神・淡路大震災での反省を踏まえ、現在では「自主派遣」に関する基準が明確化されており、法制定の趣旨に沿った活動が行われている。
そもそも、災害派遣は災害という非常事態下のやむを得ない場合に行なわれるもので、「緊急性」「公共性」「非代替性」を総合的に判断して派遣の可否が判断される。平成18年豪雪に伴う災害派遣のように関係者の間で自衛隊災害派遣の是非を巡る判断が分かれる場合、政府首脳による政治的判断により災害派遣の実施が決定されることもある。

## 初動対処部隊　ファスト・フォース（FAST-Force）
災害救助はあくまで文民（消防・警察・海保）の任務であり、自衛隊は派遣要請が行われるまで救助活動を行わないが、人命救助システムなどの専用装備を有しているほか、2013年からは 各地の基地・駐屯地などに災害の情報収集などを目的とする初動対処部隊『ファスト・フォース』（FAST-Force）を常時待機させており、災害発生時には、自主派遣として航空機を現場に先行させている。
例として2016年に発生した熊本地震では、航空自衛隊はF-2戦闘機2機、海上自衛隊はP-3C哨戒機1機、陸上自衛隊はUH-1J多用途ヘリコプターとUH-60JA多用途ヘリコプターの2機を派遣し情報収集に当たっている。
1995年の阪神・淡路大震災では、正式な派遣要請が出されていない段階で、現地近傍に所在した部隊が被災の緊急性を勘案し自主的に出動した事例が存在する。とくに海上自衛隊呉地方隊は、被災直後に輸送艦や護衛艦を神戸沖に向けて出港させ、正式な要請が到達する前に被災地へ物資および人員を送り込んだ。これにより迅速な人命救助および給水支援が可能となったとされる。この経験は、災害派遣における初動態勢の強化と、現場判断の重要性を浮き彫りにし、後の迅速に対応可能な部隊指定および自律的な出動判断を含む体制整備の契機となった。

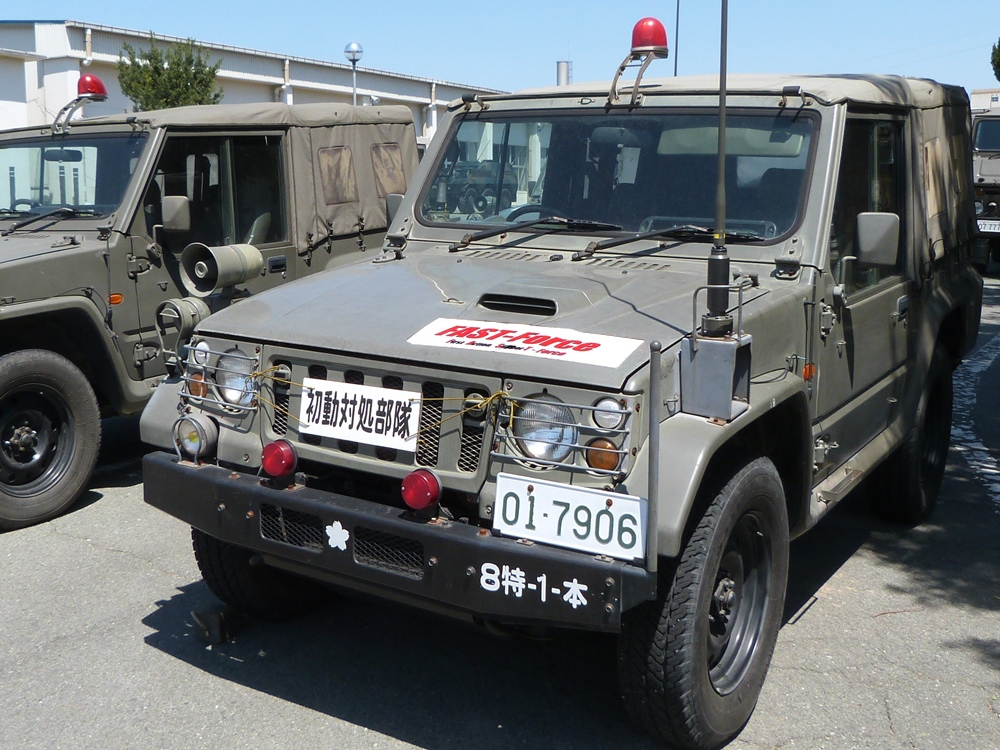
災害初動対処部隊「ファスト・フォース」所属の73式小型トラック。緊急自動車の資格を持つ

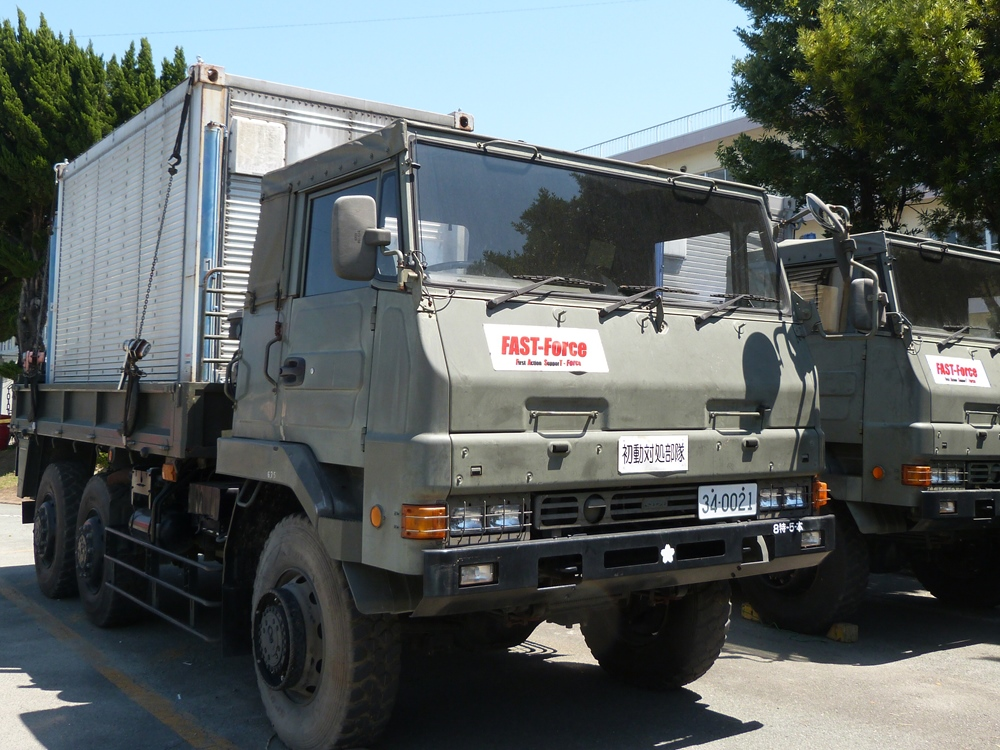
人命救助システム を搭載した車両

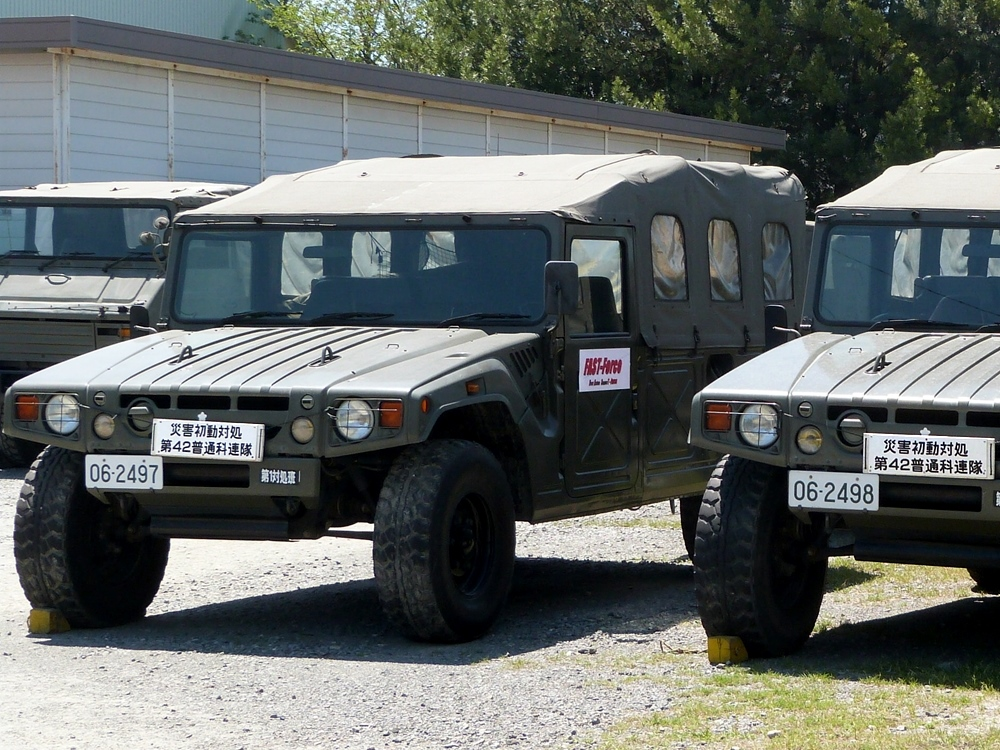
ファスト・フォース所属の高機動車

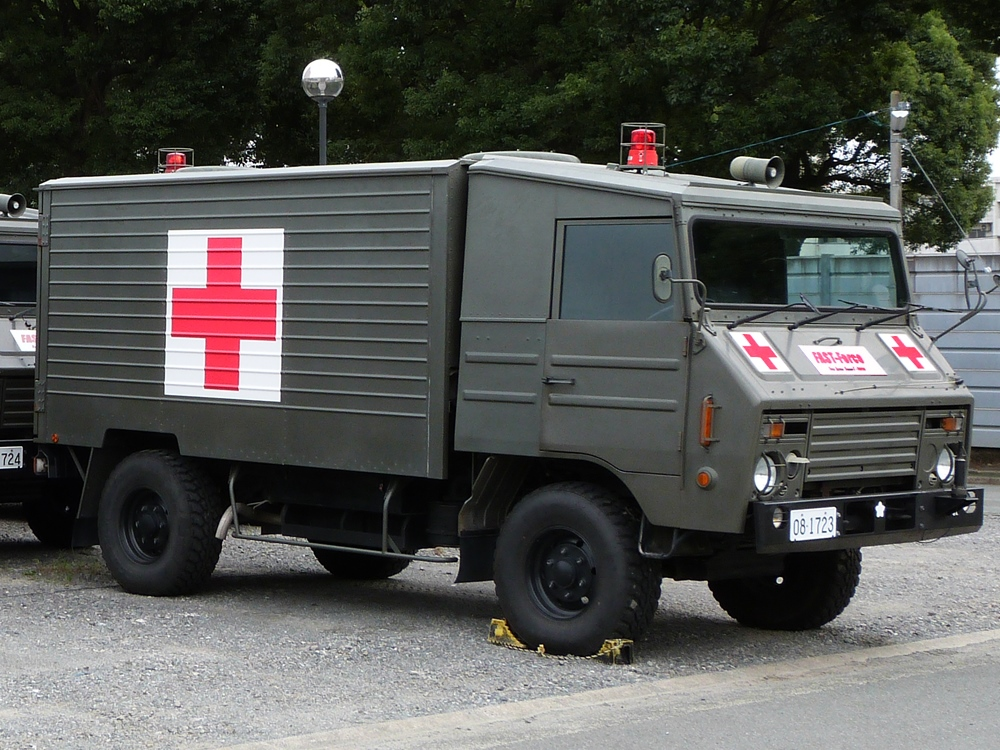
ファスト・フォースの 1トン半救急車

また2024年に発生した能登半島地震では、地震発生から10分後の16時30分には航空自衛隊の航空機が被災地上空に飛来している。F-15戦闘機（千歳から2機・新田原から2機）F-2戦闘機（築城から2機）U-125A捜索救難機（百里から1機）、陸上自衛隊のUH-1J多用途ヘリコプター（立川・八尾・霞の目）CH-47JA輸送ヘリコプター（木更津から2機）LR-2偵察連絡機（木更津から1機）、海上自衛隊のP-3C哨戒機（八戸・厚木）SH-60K哨戒ヘリコプター（舞鶴）が出動するなど、発災から1時間以内には陸海空自衛隊の12個部隊が動き出しており、熊本地震の頃よりその規模と体制が強化されているのが窺える。 

## 使用器材

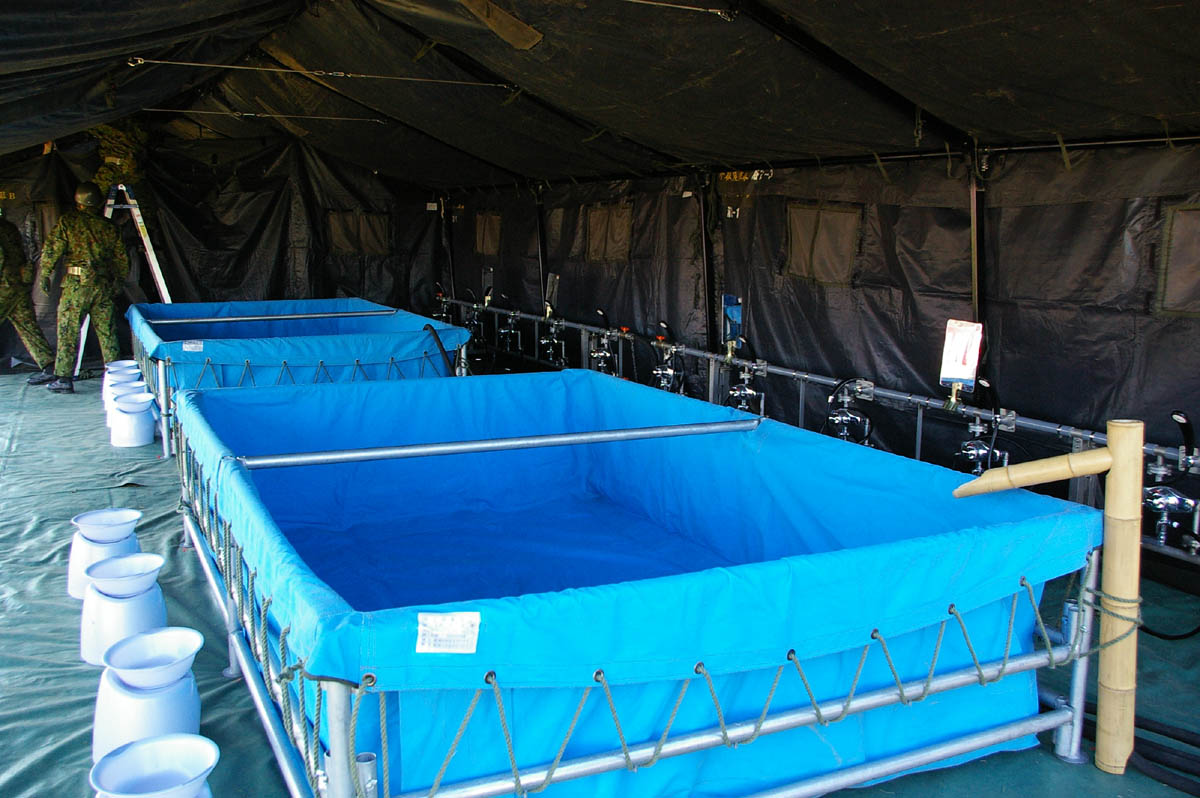
野外入浴セット2型
通常は隊員たちの入浴に使われるが、派遣の際には現地の被災者の衛生状態や入浴機会の確保の状況などを見極め、被災者の入浴にも用いられる場合がある。
（2007年）

- 基本的には防衛の目的で整備された器材を使用する。主要なものは、トラックなどの車両、航空機、土木機械、艦艇、つるはしやシャベル（円匙）であるが、火山近傍への進出のため、噴火など要員や要救助者の安全などを考慮する必要から装甲車や戦車を使用したこともある[注釈 9]。
- 1995年の阪神・淡路大震災時に従来装備では十分な活動が行なえず（自衛隊には元々兵器しかない）、緊急調達や自衛隊員個人が保有する道具により対応せざるを得なかったことから、初めて災害派遣専用の「人命救助システム」が導入され、全国の駐屯地などに配備されている。
- 2014年の御嶽山噴火に際しては噴石などからの安全を考慮し、戦闘用ヘルメットである88式鉄帽やゴーグル、防弾チョッキ2型（戦闘装着セット）などが用いられ、遭難者捜索のために降り注ぐ噴石にも耐えられるとして4輌の89式装甲戦闘車も投入された[37]。また、火山灰に埋もれた行方不明者捜索のため、地雷探知機画像型も投入される。
- 38豪雪の際には雪を効率よく溶かすため、また東京都の要請で湾岸ゴミ処理場のネズミ、ハエ、ゴキブリその他害虫・害獣の駆除をした際にも携帯放射器（火炎放射器）を使用している。
- 自衛艦は海難救助や部隊、要救助者などの輸送、負傷者を治療する病院船、大規模災害時の災害派遣部隊の基地代わりとして有効に活用される。なお海上自衛隊には本来の機能を持つ「病院船」はない。

## 費用の負担
災害派遣は自衛隊が任務として行う公共の秩序の維持のための活動であるから、土木工事等の受託（自衛隊法100条・隊員の給与を含めて請求）とは異なり基本的に要請者や過失または犯罪行為によって被害を発生させたものに対して費用を請求することはない。ただし、災害派遣を行うに当たって特別に要した費用（たとえば部隊が駐屯するために借り上げた施設の使用料、被災者に提供した食料など）は要請者が負担することとされ、細部は都道府県などと協議の上決定される。また、災害派遣のために使用される車両は高速道路を無料で通行することができる。
なお、船舶油濁損害賠償保障法では「損害の原因となる事実が生じた後にその損害を防止し、または軽減するために執られる相当の措置に要する費用」を船舶の所有者が賠償する義務を定めていることからこのような場合は災害派遣に要した経費を請求する。たとえばナホトカ号重油流出事故の場合、防衛庁は海上保安庁などと共同で船主や保険会社を相手に訴訟をおこない、防衛庁分として約6.6億円を請求している。

## さまざまな見解
災害派遣には次のような見解がある。自衛隊を肯定するから災害派遣も全肯定するといったような単純なものではない。なお、現状では国民から肯定的に評価されており、2006年2月の世論調査では自衛隊が存在する目的として災害派遣と回答した者は75.3%となっている。

### 肯定的見解
- 世論調査の分析から災害派遣は国民の期待以上に成果を上げていると考えられる。その権限には国民生活に制約を与えるものが含まれているが限定されたものであり公益性は高い[40]。
- 平成7年の災害対策基本法改正（自衛隊の権限強化）について衆議院・参議院ともに全会一致により可決された。なお、自由民主党・自由連合、新進党、日本社会党、新党さきがけおよび民主の会（のち市民リーグ）は政府原案に対し市町村長が災害派遣の要求を行なえるよう法案を修正した[41]。
- 個々の災害派遣については自治体や関係者からの感謝状や記念品が多数寄せられている。（各駐屯地などで展示されている）

### 否定的見解
- 災害派遣は自衛隊の従たる任務に過ぎず深入りすべきでないという意見が旧軍出身者にはあった[42]。
- 災害派遣およびその訓練は最終的には治安出動や防衛出動にも活用されるであろうものであり、単なる災害救援のためのものではない[43][注釈 5]。
- 文民統制に反する行為だとする意見。

## 災害派遣による事故又は被害
1966年に発生した全日空羽田沖墜落事故では、遺体捜索中の海上保安庁のヘリコプターが墜落し3人が死亡する二次災害が発生するなど、派遣された自衛官などが様々な被害を受けることも多い。2010年に宮崎県で発生した口蹄疫問題でも、災害派遣された隊員が消毒用の消石灰で目や腕の皮膚などに炎症を起こす事例も発生している。
また、PTSDなどの症状を発症せずとも、軽い不眠や精神不安定といったものは多々ある。これに対して、自衛隊内でもカウンセリングなどの必要な対策がなされている。
2011年の東日本大震災では、福島第一原子力発電所事故で、上空からの観測や消火復旧に当たっていた隊員などが軽度の放射線被曝をしている他、2人が復旧・捜索活動のさなかに過労死した。
なお、上記以外にも過去災害派遣中の殉職事故も発生しており、特に航空機での輸送中が多い。
- 1957年、諫早水害の際、植え替え用の苗輸送で、隊員が深夜に交通事故を起こして死亡した。
- 1962年9月3日、鹿児島県奄美大島への緊急血液空輸中の海上自衛隊のP2V対潜哨戒機が山に衝突して、乗員の海上自衛官12人と地上の一般市民1人合わせて13人が死亡した。2017年現在、災害派遣における最大の事故である。
- 1990年2月17日、沖縄県宮古島近海で急患輸送任務についていた第101飛行隊のLR-1連絡機が遭難し、添乗勤務の民間医師と乗員の陸上自衛官4人が行方不明となった。
- 1994年12月2日、北海道奥尻島に急患輸送任務で向かう途中の千歳救難隊のUH-60Jが山に墜落し、航空自衛官4人が死亡した。
- 2007年3月30日、徳之島山中に急患輸送任務についていた第101飛行隊のCH-47JAヘリが墜落し、陸上自衛官4人が死亡した。
- 2017年5月15日、急患輸送任務に向かう途中の北部方面航空隊のLR-2連絡機が墜落し、陸上自衛官4人が死亡した。

## 災害派遣実績

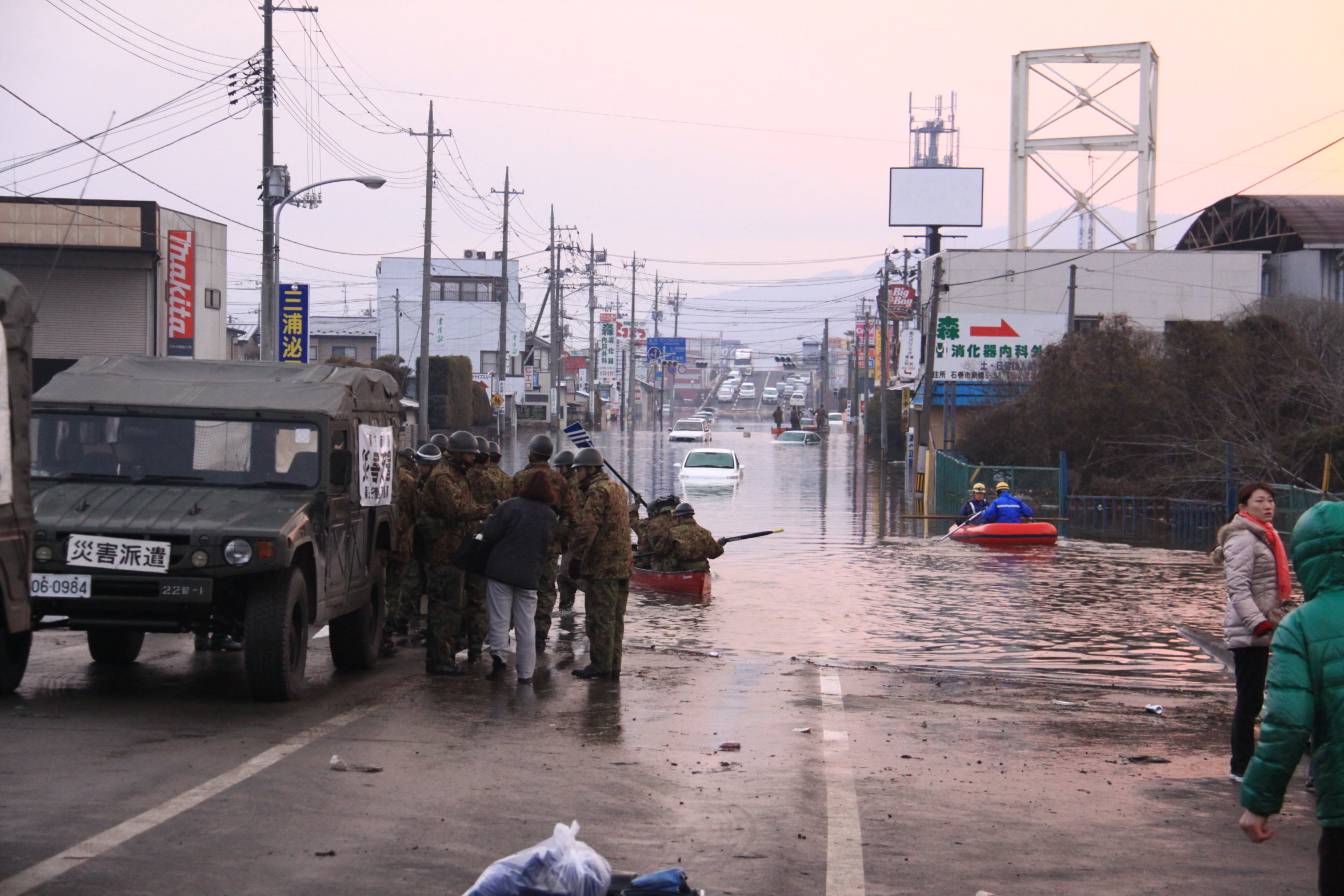
東日本大震災による津波で水没した石巻市内に展開する自衛隊

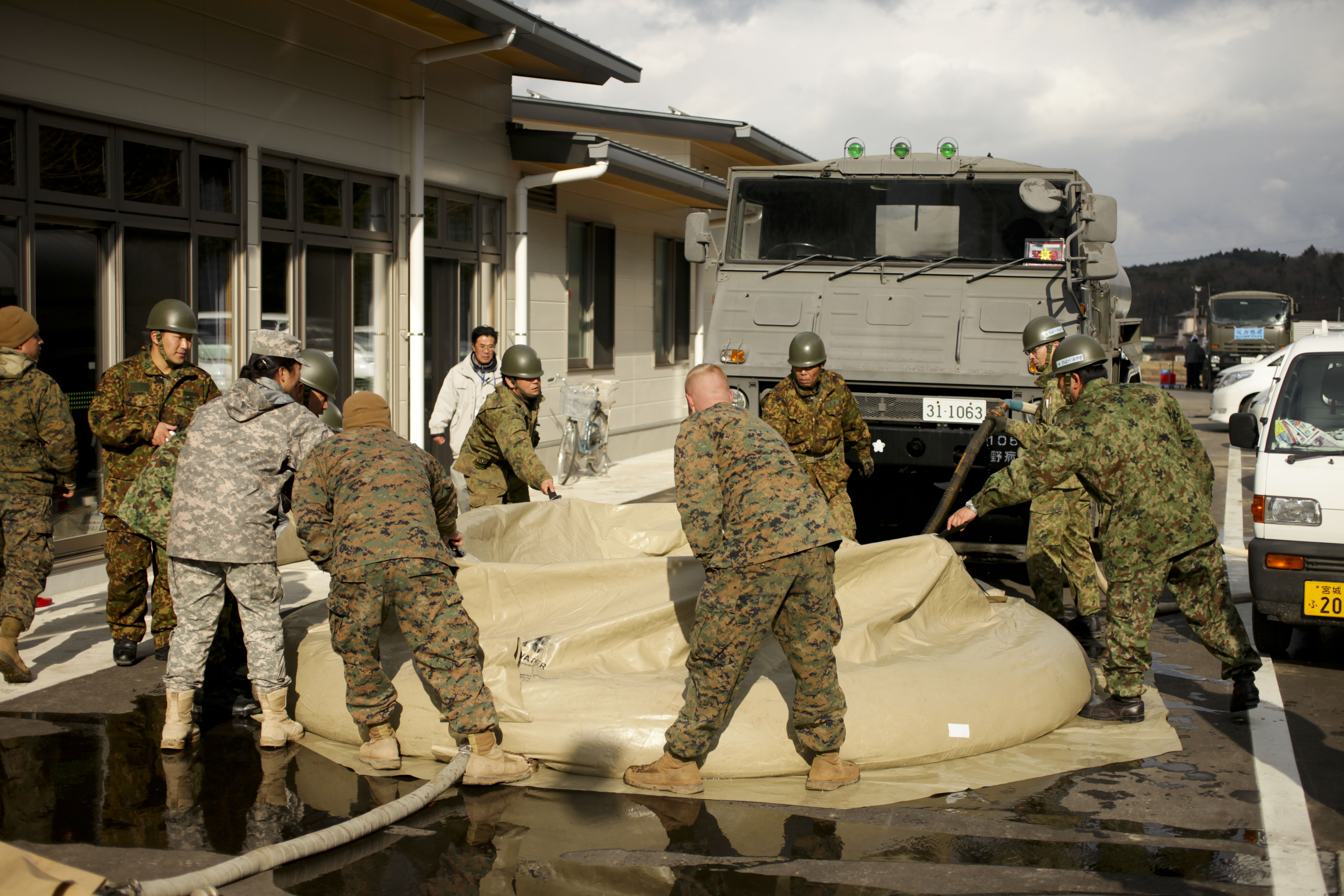
東松島で活動する陸上自衛隊とアメリカ海兵隊

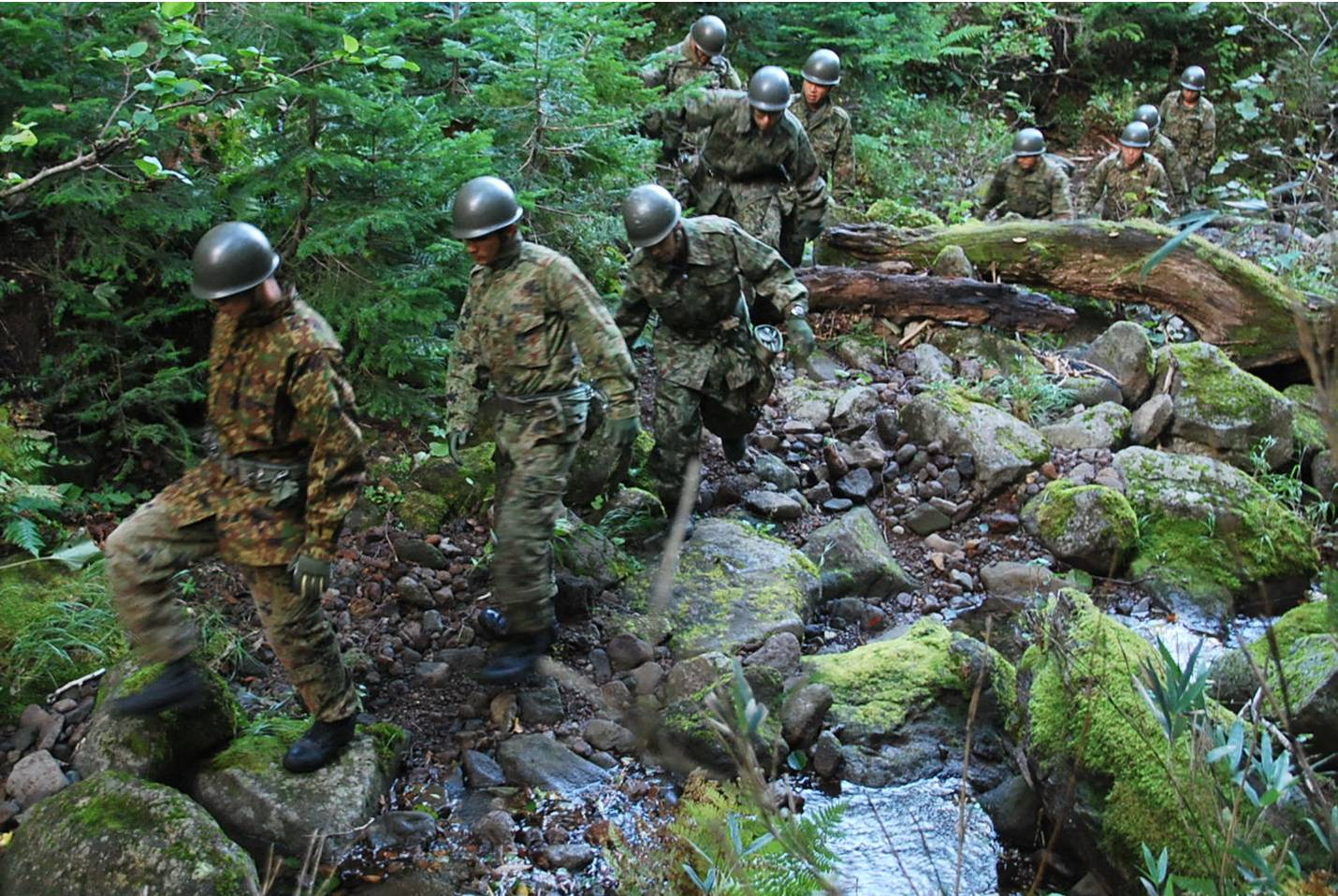
行方不明者の捜索を行う陸上自衛隊

初の災害派遣は警察予備隊当時の1951年（昭和26年）10月14日から15日にかけて九州地方に上陸した「ルース台風」後の救助活動である。普通科第11連隊（当時）の隊員延べ2700人が、時の内閣総理大臣吉田茂の命令により、同20日から26日にかけて山口県玖珂郡広瀬町（後の錦町→岩国市）に派遣され、救助活動を行なった。
しかし、警察予備隊初の災害派遣は当初スムーズには行われなかった。田中龍夫山口県知事の要請により情報収集を開始した第11連隊は第4管区総監部（現在の第4師団司令部）に指示を仰いだものの、前例がない事と許可権は内閣総理大臣にあるとの理由により「出行保留」（事実上の出動不許可）としたのである。
これに対し、副連隊長が現地の写真などを持参し第4管区総監部に赴き出動許可を求めたが、一度決まったことであり変更・撤回はないとしてやはり許可は下りなかった。そこで副連隊長は、管区総監（現在でいう師団長）筒井竹雄が仕事を終え帰ろうとしていたところを捕まえ直訴。筒井は直ちに東京の総隊総監部へ連絡を入れ、そこから吉田総理へ出行要請が届き派遣が決定した。「許可権は内閣総理大臣にある」と突っぱねた第4管区総監部も、総理自らの許可が下りたことで出行保留を撤回し、部隊派遣の正式命令を下す運びとなった。
この後、保安隊については、保安庁法六十六条に災害派遣が明記され、自衛隊/自衛隊法第八十三条にも引き継がれた。
以降、以下のような派遣事例がある。
- 昭和28年西日本水害 1953年（保安隊時代）
- 伊勢湾台風 1959年
- 谷川岳宙吊り遺体収容 1960年
- 三八豪雪 1963年
- 新潟地震 1964年
- マリアナ海難 1965年（自衛隊初の海外への派遣）
- 全日空羽田沖墜落事故 1966年
- 飛騨川バス転落事故 1968年
- 第十雄洋丸事件 1974年（火災が発生したタンカーを護衛艦、対潜哨戒機、潜水艦の砲雷撃などにより沈没処分）
- 宮城県沖地震 1978年
- 五六豪雪 1981年
- 長野県西部地震 1984年
- 日本航空123便墜落事故 1985年
- 三原山の噴火 1986年
- 雲仙普賢岳の噴火 1991年～1995年（最長期間 延べ1658日）
- 阪神・淡路大震災1995年（最大規模 延べ225万人・車両34万台・航空機1.3万機・艦艇679隻を派遣）
- 地下鉄サリン事件 1995年
- 福岡空港ガルーダ航空機離陸事故 1996年
- 豊浜トンネル岩盤崩落事故1996年
- 第2白糸トンネル崩落事故1997年
- ナホトカ号重油流出事故 1997年（延べ14.4万人派遣）
- 東海村JCO臨界事故 1999年
- 有珠山の噴火 2000年
- 三宅島の噴火 2000年
- 東海豪雨 2000年
- えひめ丸事故 2001年（ハワイ沖で捜索活動）
- 十勝沖地震 2003年（被害状況の偵察、行方不明者の捜索、出光興産北海道製油所火災における化学消火剤の緊急空輸）
- 鳥インフルエンザ 2004年（防疫事業）
- 新潟県中越地震 2004年
- 福岡県西方沖地震 2005年
- JR福知山線脱線事故 2005年
- 台風14号 2005年
- 鳥インフルエンザ 2005年（防疫事業）
- 平成18年豪雪 2006年
- 平成18年7月豪雨 2006年
- 能登半島地震 2007年
- 新潟県中越沖地震 2007年
- 岩手宮城内陸地震 2008年
- 八戸地域大規模断水事故 2009年
- 2010年日本における口蹄疫の流行 2010年
- 東北地方太平洋沖地震に伴う東日本大震災 2011年（東日本大震災に対する自衛隊の対応。現役の自衛官のほか、予備自衛官まで動員する史上最大の救援・支援活動が行なわれた）
- 平成26年の大雪 2014年
- 平成26年8月豪雨 2014年
- 2014年の御嶽山噴火 2014年
- 平成27年台風第18号に伴う平成27年9月関東・東北豪雨災害 2015年
- 熊本地震 2016年
- 平成28年台風第10号に伴う豪雨 2016年
- 鳥取県中部地震 2016年
- 糸魚川市大規模火災 2016年
- 平成29年7月九州北部豪雨 2017年
- 平成30年の大雪 2018年
- 大阪府北部地震 2018年
- 平成30年7月豪雨 2018年
- 北海道胆振東部地震 2018年
- 令和元年房総半島台風 2019年
- 新型コロナウイルス感染症の流行に対する対応 2020-2023年
- 令和3年足利市山林火災 2021年
- 熱海市伊豆山土石流災害 2021年
- 知床遊覧船沈没事故 2022年
- 令和6年能登半島地震 2024年

### 実績回数
| 年度         | 回数 | 人員    |
| ------------ | ---- | ------- |
| 平成16(2004) | 884  | 161,790 |
| 平成17(2005) | 892  | 34,026  |
| 平成18(2006) | 812  | 24,275  |
| 平成19(2007) | 679  | 105,380 |
| 平成20(2008) | 606  | 41,191  |
| 平成21(2009) | 559  | 33,700  |
| 平成22(2010) | 529  | 39,646  |
| 平成23(2011) | 586  | 43,494  |
| 平成24(2012) | 520  | 12,410  |
| 平成25(2013) | 555  | 89,049  |
| 平成26(2014) | 521  | 66,267  |
| 平成27(2015) | 541  | 30,035  |
| 平成28(2016) | 515  | 33,123  |
| 平成29(2017) | 501  | 23,838  |
| 平成30(2018) | 430  | 22,665  |
| 令和元(2019) | 447  | 43,285  |
| 令和2(2020)  | 530  | 58,828  |
| 令和3(2021)  | 382  | 18,000  |

※　熊本地震、九州北部豪雨、平成30年7月豪雨、平成30年北海道胆振東部地震、令和元年房総半島台風（台風第15号）、令和元年東日本台風（台風第19号）、令和2年7月豪雨、令和3年7月1日からの大雨については、派遣実績に含まれない。